# Arhitektura u 1516.
◄◄ | ◄ | 1513. | 1514. | 1515. | 1516.  | 1517. | 1518. | 1519. | ► | ►►
Arhitektura • Astronomija • Glazba • Kazalište • Kiparstvo • Knjige • Književnost • Kršćanstvo • Medicina • Politika • Pravo • Promet • Slikarstvo • Znanost
Arhitektura u 1516.

## Hrvatska i u Hrvata

### Zgrade i druge građevine
- Dovršena Crkva sv. Roka u Splitu na Peristilu

## Vanjske poveznice
|  | Zajednički poslužitelj ima još gradiva o temi Arhitektura u 1510-im |